# Magalie Marcelin
Magalie Marcelin (1962 – 12 tháng 1 năm 2010) là một nhà nữ quyền, luật sư và nữ diễn viên người Haiti.
Khi còn ở tuổi thiếu niên, cô đã biểu diễn với một nhóm kịch sử dụng sân khấu như một phương tiện để nêu lên các vấn đề về quyền của phụ nữ và công bằng xã hội. Marcelin bị chính quyền của Jean-Claude Duvalier trục xuất. Cô được gửi đến Venezuela, đến Montreal vào năm 1981 và học luật. Marcelin trở lại Haiti sau khi Duvalier rời đi vào năm 1986.
Năm 1987, cô thành lập Kay Fanm (Nhà phụ nữ), một nơi trú ẩn cho những người phụ nữ bị đánh đập và tổ chức quyền phụ nữ. Cô cũng giúp đảm bảo rằng phụ nữ gặp khó khăn về pháp lý liên quan đến bạo lực trên cơ sở giới đã nhận được một phiên tòa công bằng, làm việc chuyên nghiệp. Marcelin làm việc như một nhà tư vấn cho một số dự án phát triển. Năm 1997, cô đã giúp tổ chức một tòa án quốc tế ở Haiti xử lý bạo lực đối với phụ nữ.
Marcelin xuất hiện trong các bộ phim Haiti trong tất cả những giấc mơ của chúng tôi và Anita.
Cô là cha mẹ đỡ đầu của con gái của cựu Toàn quyền Canada Michaëlle Jean..
Marcelin qua đời ở tuổi 47 tại Port-au-Prince trong trận động đất ở Haiti năm 2010.